# Гельмут Пфайфер
Гельмут Пфайфер (нім. Hellmuth Pfeifer; 18 лютого 1894, Альтенбург, Німецька імперія — 22 квітня 1945, Болонья, Італія) — німецький воєначальник, генерал-лейтенант вермахту (1 червня 1944). Кавалер Лицарського хреста Залізного хреста з дубовим листям.

## Біографія
Учасник Першої світової війни. 1 квітня 1922 року звільнений у відставку. 1 липня 1934 року знову вступив в армію. 1 жовтня 1937 року переведений в ОКВ. З 27 вересня 1939 року — командир 3-го батальйону 185-го піхотного полку 87-ї піхотної дивізії. Учасник Французької кампанії. З 5 липня 1940 року — командир свого полку. Учасник Німецько-радянської війни, відзначився у боях під Ржевом. 18 листопада 1982 року важко поранений. З 1 грудня 1943 року — командир 65-ї піхотної дивізії, дислокованої на південний схід від Риму. Загинув у бою.

## Нагороди
- Залізний хрест
  - 2-го класу (3 жовтня 1914)
  - 1-го класу (16 червня 1916)
- Почесний хрест ветерана війни з мечами
- Медаль «За вислугу років у Вермахті» 4-го і 3-го класу (12 років)
- Застібка до Залізного хреста
  - 2-го класу (8 червня 1940)
  - 1-го класу (16 червня 1940)
- Штурмовий піхотний знак в сріблі
- Лицарський хрест Залізного хреста з дубовим листям
  - лицарський хрест (26 листопада 1941)
  - дубове листя (№574; 5 вересня 1944)
- Німецький хрест в золоті (31 жовтня 1942)
- Відзначений у Вермахтберіхт (2 червня 1944)
- Нагрудний знак «За поранення» в сріблі